# Boulevard Pierre-Brossolette
Le boulevard Pierre-Brossolette est une voie de communication d'Antony dans les Hauts-de-Seine.

## Situation et accès

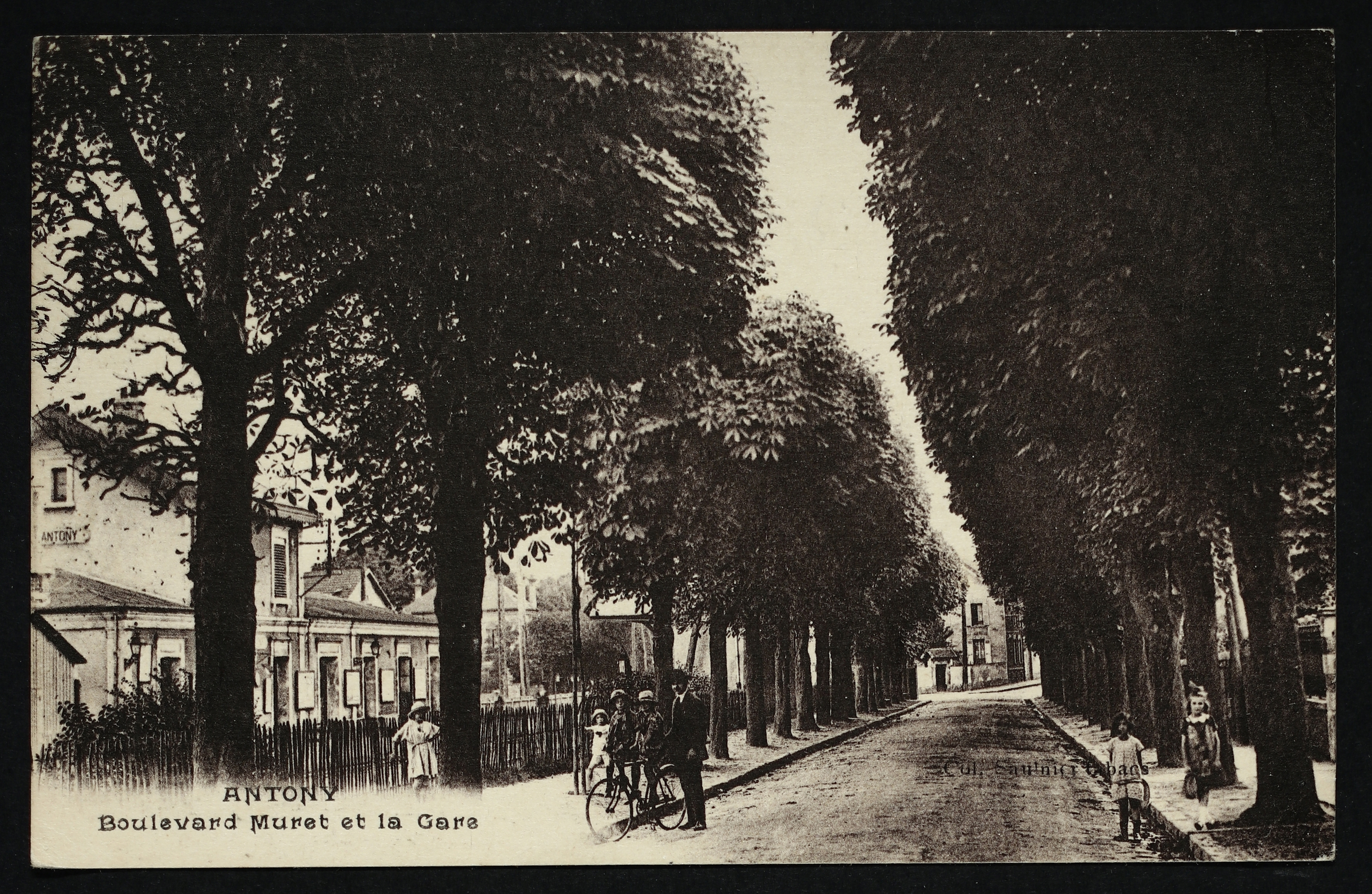
Boulevard Muret et la gare.

Le parcours de ce boulevard se déroule en deux parties : Une première, orientée d'ouest en est, se termine au carrefour de l'avenue de Sceaux. Il continue ensuite vers le sud, le long de la voie de la ligne de Sceaux, et se termine place Auguste-Mounié, où se rencontrent la rue Maurice-Labrousse, la rue de l'Abbaye, l'avenue Gabriel-Péri et la rue Velpeau.
La longueur de la voie est de 510 mètres.

## Origine du nom
Le 26 janvier 1945, le conseil municipal renomme cette voie en hommage à Pierre Brossolette, journaliste et homme politique français.

## Historique
Cette voie, chemin vicinal no 7, a changé plusieurs fois de nom. Elle est ouverte lors de la construction du chemin de fer (ligne de Sceaux devenue ligne B du RER d'Île-de-France) et porte alors le nom de « rue du Chemin-de-Fer ». Les premières constructions, de beaux hôtels particuliers, furent construits sur les plans de l'architecte Isidore Muret. C'est à sa mort, en 1886, que la voie fut renommée boulevard Muret, nom qu'elle porta jusqu'en 1945,.
L'architecte Isidore Muret était par ailleurs le propriétaire du terrain de la villa Saint-Georges,.
Cette voie est classée dans la voirie urbaine le 17 février 1922.

## Bâtiments remarquables et lieux de mémoire

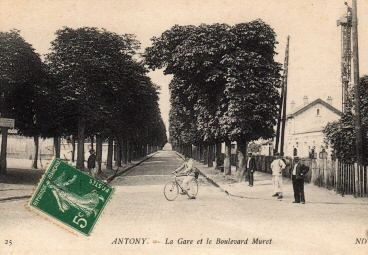
La gare et le boulevard Muret, 1907.

Ce boulevard est longé du côté pair par la voie du RER. Le seul bâtiment est celui de la gare d'Antony, reconstruit en totalité au début des années 2000 et inauguré le 27 mai 2003. Il dispose d'un accès voyageurs, d'une dépose-minute.
Du côté impair, le boulevard est bordé par de nombreux pavillons en meulière datant de la fin du XIXe siècle et du début du XXe siècle. Plusieurs d'entre-eux ont été achetés par la commune, d'autres sont menacés de destruction :
- au no 11, le pavillon a été démoli[10] et a laissé la place à un bâtiment moderne, baptisé « le 11 » qui est l'espace jeunes d'Antony[11] ;
- au no 15, le pavillon est occupé par des activités (halte-jeux Pomme d'Api) du service « Enfance » de la mairie ;
- au no 21, le pavillon est occupé par le service « Logement » de la mairie[12] ;
- au no 59 bis, les « villas Brossolette » ont été construites en 1990[13].